# Чезаре Марки
Чезаре Марки (на италиански: Cesare Marchi) е италиански журналист, телевизионна личност и писател на произведения в жанра биография, сатира, исторически роман и драма.

## Биография и творчество
Чезаре Марки е роден на 22 август 1922 г. във Вилафранка ди Верона, Италия.
Следва филология в Университета в Падуа. След дипломирането си работи като учител в средното училище до 1971 г., когато се пенсионира и се посвещава на писателската си кариера. В продължение на години е сътрудник първо на „L'Arena di Verona“, а след това на „Il Giornale“ по времето на ръководството на Индро Монтанели. Работят заедно с Джованино Гуарески със забележителен хумористичен и сатиричен дух. Пише в списание „L'Aurora“ във Вилафранка.
Първата му книга „Данте в изгнание“ е издадена през 1964 г.
Името му е свързано и с големия и неочакван успех на най-известната му творба от 1984 г. „Impariamo l'italiano“ (Да научим италиански). В нея той атакува бюрокрацията на езика с историята на правилата на италианския език, за да опрости изучаването на някои граматически тънкости, които са трудни за повечето хора, и да демонстрира, че правилният начин изразяване точно противоположна на политическия и бюрократичния език, и където анализира всички идиоми, получени от латински, със синтетичен исторически, библиографски и граматически коментар.
През 80-те години постоянно участва в програмата „Алманах на следващия ден“ на телевизия „Rai“ с уроците си по езика.
Чезаре Марки умира на 7 януари 1992 г. във Вилафранка ди Верона, Италия.

## Произведения
- Dante in esilio (1964)
Данте в изгнание, изд.: „Народна култура“, София (1970), прев. Божан Христов
- I Segreti delle cattedrali (1972)
- Boccaccio (1975)
Бокачо, изд.: „Наука и изкуство“, София (1986), прев. Божан Христов
- Facce di Bronzital (1978) – с Уго Марантонио
- L'Aretino (1980)
- Giovanni dalle Bande Nere (1981)
- Dante (1982)
- Impariamo l'italiano (1984)
- Caro Montanelli (1985)
- Siamo tutti latinisti (1986)
- Grandi peccatori Grandi cattedrali (1987)
- Quando eravamo povera gente (1988)
- Non siamo più povera gente (1989)
- Quando siamo a tavola (1990)
- Quando l'italia ci fa arrabbiare (1991)
- Finché dura l'equivoco (1992)
- In punta di lingua (1992)